# Medveczky Frigyes
Medvedzei és kisbisztereczi Medveczky Frigyes (Buda, 1855. július 31. – Budapest, 1914. augusztus 22.) filozófus, egyetemi tanár; a Magyar Tudományos Akadémia tagja. Az ELTE Bölcsészettudományi Kar egykori dékánja. Német nyelvterületen tudományos munkáiban névváltozata: Friedrich von Bärenbach.

## Pályája
Medveczky Árpád kapitány és Pintér Róza fia. Középiskoláit a fővárosban, az egyetemet külföldön végezte. 1882-ben a budapesti egyetemre rendkívüli, 1886-ban rendes tanárnak nevezték ki. A Magyar Tudományos Akadémia 1887-ben levelező tagjává, 1912-ben rendes tagjává választotta. A Magyar Filozófiai Társaság és a Felsőoktatásügyi Egyesület elnöke volt.

## Munkái
- Herder als Vorgänger Darwins und der modernen Naturphilosophie (Berlin, 1877)
- Das Problem einer Naturgeschichte des Weibes. Historisch und kritisch dargestellt (Jena, 1877)
- Gedanken über Teleologie in der Natur. Ein Beitrag zur Philosophie der Naturwissenschaften (Berlin, 1878)
- Prolegomena zu einer anthropologischen Philosophie (Leipzig, 1879)
- Grundlegung der kritischen Philosophie (Leipzig, 1879)
- A nemzetközi jog elmélete Kant philosophiája szerint (Budapest, 1881)
- Die Socialwissenschaften. Zur Orientierung in den socialwissenschaftlichen Schulen und Systemen der Gegenwart. Kritisch und gemeinfasslich dargestellt (Leipzig, 1882; Friedrich v. Bärenbach néven jelent meg)
- Társadalmi elméletek az ókorban (Budapest, 1885; különnyomat a Budapesti Szemléből)
- Társadalmi elméletek és eszmények. Kritikai adalékok a társadalmi eszmék fejlődés-történetéhez. (Budapest, 1887)
- A normativ elvek jelentősége az etikában. (Székfoglaló. Budapest, 1889)
- Tanulmányok Pascalról. (Budapest, 1910)
- A római stoicizmus társadalomelméletei. (Székfoglaló. Budapest, 1913).